# Stonedhenge
Stonedhenge is het tweede studioalbum van de Britse rock- en bluesband Ten Years After. Het album is genoemd (met een kleine woordspeling) naar Stonehenge, de cirkel van stenen in het zuiden van Groot-Brittannië.

## Muzikanten

### Bandleden
- Alvin Lee – zang, gitaar, piano
- Leo Lyons – bas, percussie
- Ric Lee – slagwerk
- Chick Churchill – orgel, piano

### Andere medewerkers
- Simon Stable (bongo's in Going to try)
- Mike Vernon(achtergrondzang in Hear me calling)

## Muziek
Op dit album wordt ruim aandacht besteed aan improvisaties door de afzonderlijke bandleden. Er staan onder meer een paar bluesnummers op, waarin uitgebreid gesoleerd wordt (A sad song en No title) en ieder bandlid speelt een kort solonummer van ongeveer anderhalve minuut. Chick Churchill speelt unisono met vier piano’s. Op Skoobly-Oobly-Doodbob is Alvin Lee aan het scatten (zingen van woorden zonder betekenis, wat vooral in de jazz voorkomt). Ric Lee speelt het liedje Three Blind Mice op verschillende slagwerk instrumenten en Leo Lyons speelt Faro op diverse bassen. Hear me calling is een rocknummer, dat ook bekend is geworden in de jaren zeventig door de band Slade. Woman trouble is een jazzy rockend nummer, net als Speed kills waar treingeluiden te horen zijn.

### Kant een
1. Going to try (Alvin Lee) – 4:52
2. I can't live without Lydia (Chick Churchill) – 1:23
3. Woman trouble (Alvin Lee) – 4:37
4. Skoobly-Oobly-Doobob (Alvin Lee) – 1:44
5. Hear me calling (Alvin Lee) – 5:44

### Kant twee
1. A sad song (Alvin Lee) – 3:23
2. Three blind mice (traditional, arranged by Ric Lee) – 0:57
3. No title (Alvin Lee) – 8:13
4. Faro (Leo Lyons) – 1:10
5. Speed kills (Alvin Lee, Mike Vernon) – 3:42

## Heruitgave uit 2002 met vier bonustracks
In 2002 is er een heruitgave van dit album verschenen, met vier bonustracks. Op Boogie zijn nogmaals solo’s van de bandleden te beluisteren.
1. Hear me calling (singleversie) (Alvin Lee) – 3:44
2. Woman trouble (US-versie) (Alvin Lee) – 4:48
3. I'm going home (singleversie) (Alvin Lee) – 3:34
4. Boogie On (Alvin Lee) – 14:44

## Album
Dit livealbum is opgenomen van 3 tot 15 september 1968 in de Decca studios in Londen. De plaat is op 22 februari 1969 uitgebracht. Het album is geproduceerd door Mike Vernon, behalve Speed kills dat is geproduceerd door Ten Years After. Mike Vernon heeft ook de vorige albums van Ten Years After geproduceerd. Roy Thomas Baker heeft gezorgd voor de geluidseffecten op No title en Martin Smith voor het geluid van de trein op Speed kills. Vanaf 1989 wordt dit album ook uitgegeven op compact disc.

## Ontvangst
Het album Stonedhenge is beter ontvangen dan de voorgangers, maar de grootste successen van de band moesten nog komen. De website AllMusic waardeerde dit album met drie en een halve ster (van maximaal vijf). Dit album stond 18 weken in de Amerikaanse albumlijst Billboard 200 met als hoogste notering nummer 61 en in Groot-Brittannië stond het album vijf weken in de hitlijsten met als hoogste plek nummer 6.